# Hermannomyia engeli
Hermannomyia engeli là một loài ruồi trong họ Asilidae. Hermannomyia engeli được Hull miêu tả năm 1962.